# Harry Lowe
Horace Lowe, més conegut com a Harry Lowe, (Northwich, Cheshire, 10 d'agost de 1886 − Camden Town, 15 de juliol de 1967) fou un futbolista i entrenador de futbol anglès.

## Trajectòria
Com a futbolista destacà Tottenham Hotspur entre 1914 i 1926, on disputà un total de 72 partits en totes les competicions. També jugà als clubs Northwich Victoria, Brighton & Hove Albion i Fulham FC.
Com a entrenador, Harry Lowe arribà a Sant Sebastià a finals de 1930 per fer-se càrrec de la Reial Societat en substitució del tècnic Benito Díaz, que havia hagut d'emigrar a França. Lowe romangué un total de 5 temporades al club, dirigint l'equip un total de 161 partits oficials. En acabar la temporada 1934-35 l'equip va perdre la categoria i Lowe es desvinculà del Donostia FC (nou nom de la Reial Societat). A continuació es convertí en entrenador del RCD Espanyol, on arribà acompanyat de dos futbolistes també anglesos, Cipson i Green. Mr. Lowe no finalitzà la temporada en marxar a Anglaterra per assumptes particulars, essent substituït per Patricio Caicedo.
Com a dada curiosa cal esmentar que Harry Lowe ha passat a la història de la lliga espanyola en ser el futbolista de major edat en disputar un partit. El fet succeí el 24 de març de 1935, en un partit en el qual el Donostia FC visità el València CF. En aquells temps no existien els canvis i sovint els clubs es desplaçaven amb els 11 jugadors justos. En aquest partit un dels futbolistes del Donostia no va poder jugar i el mateix Lowe es vestí de curt. Tenia 48 anys.